# Cali Open 2022
Il Cali Open 2022 è stato un torneo maschile di tennis professionistico. È stata la 1ª edizione del torneo, facente parte della categoria Challenger 80 nell'ambito dell'ATP Challenger Tour 2022, con un montepremi di 53 120 $. Si è svolto dal 27 giugno al 3 luglio 2022 sui campi in terra rossa del Club Campestre di Cali, in Colombia.

## Partecipanti

### Teste di serie
| Nazionalità | Giocatore                  | Ranking* | Testa di serie |
| ----------- | -------------------------- | -------- | -------------- |
| Cile        | Marcelo Tomás Barrios Vera | 131      | 1              |
| Argentina   | Facundo Mena               | 162      | 2              |
| Argentina   | Juan Pablo Ficovich        | 168      | 3              |
| Brasile     | Felipe Meligeni Alves      | 213      | 4              |
| Argentina   | Francisco Comesaña         | 239      | 5              |
| Austria     | Gerald Melzer              | 245      | 6              |
| Cile        | Gonzalo Lama               | 250      | 7              |
| Serbia      | Miljan Zekić               | 271      | 8              |

* Ranking al 20 giugno 2022.

### Altri partecipanti
I seguenti giocatori hanno ricevuto una wild card per il tabellone principale:
- Marcelo Tomás Barrios Vera
- Mateo Gómez
- Andrés Urrea

I seguenti giocatori sono entrati in tabellone come alternate:
- Michail Pervolarakis
- Evan Zhu

I seguenti giocatori sono passati dalle qualificazioni:
- Román Andrés Burruchaga
- Mateus Alves
- Chung Yun-seong
- Nick Chappell
- Juan Bautista Otegui
- Matías Zukas

## Campioni

### Singolare
Facundo Mena ha sconfitto in finale  Miljan Zekić con il punteggio di 6–2, 7–6(3).

### Doppio
Malek Jaziri /  Adrián Menéndez Maceiras hanno sconfitto in finale  Keegan Smith /  Evan Zhu con il punteggio di 7–5, 6–4.